# Dolichopeza distigma
Dolichopeza distigma är en tvåvingeart som först beskrevs av Paul Gustav Eduard Speiser 1909.
Dolichopeza distigma ingår i släktet Dolichopeza och familjen storharkrankar. Artens utbredningsområde är Tanzania. Inga underarter finns listade i Catalogue of Life.